# Hydromantes shastae
Hydromantes shastae är en groddjursart som beskrevs av Joe Gorman och Camp 1953. Hydromantes shastae ingår i släktet Hydromantes och familjen lunglösa salamandrar. IUCN kategoriserar arten globalt som sårbar. Inga underarter finns listade i Catalogue of Life.